# Kalina-Rędziny
Kalina-Rędziny – wieś w Polsce położona w województwie małopolskim, w powiecie miechowskim, w gminie Miechów, przy drodze wojewódzkiej nr 783.
W latach 1975–1998 miejscowość administracyjnie należała do województwa kieleckiego.